# Leetza
Leetza è una frazione della città tedesca di Zahna-Elster.